# Grande déception
La Grande déception ou le Grand désappointement du mouvement millérite a été la réaction qui a suivi les proclamations du prédicateur baptiste William Miller selon lesquelles Jésus-Christ reviendrait sur Terre en 1844, ce qu'il a appelé « l'Advent » (l'avènement). Son étude de la prophétie de Daniel 8 pendant le Second Grand Réveil l'a conduit à la conclusion que la « purification du sanctuaire » de Daniel serait la purification du monde du péché lorsque le Christ viendrait, et lui et beaucoup d'autres s'étaient préparés. Mais le 22 octobre 1844 étant arrivé, ils furent déçus,,,.
Ces événements ont ouvert la voie aux adventistes qui ont formé l'Église adventiste du septième jour. Ils ont soutenu que ce qui s'était passé le 22 octobre 1844 n'était pas le retour de Jésus, comme Miller l'avait pensé, mais le début de l'œuvre finale d'expiation de Jésus, la purification dans le sanctuaire céleste, menant à la Seconde Venue,,,.

## Les affirmations apocalyptiques de Miller
Entre 1831 et 1844, sur la base de son étude de la Bible, et en particulier de la prophétie de « Daniel 8:14 » — « Jusqu'à deux mille trois cents jours, alors le sanctuaire sera purifié » —, William Miller, un fermier rural de New York et prédicateur laïc baptiste, a prédit et prêché le retour de Jésus-Christ sur la terre. Les enseignements de Miller forment le fondement théologique de l'adventisme du septième jour. Quatre thèmes étaient particulièrement importants : 1. l'utilisation de la Bible par Miller ; 2. son eschatologie ; 3. sa perspective sur les messages du premier et du deuxième ange d'Apocalypse 14 ; et 4. le mouvement du septième mois qui s'est terminé par la « grande déception ».

### Utilisation de la Bible par Miller
L'approche de Miller était approfondie et méthodique, intensive et extensive. Au centre de ses principes généraux, l'interprétation biblique était que « toute Écriture est nécessaire » et qu'aucune partie ne doit être contournée. Pour comprendre une doctrine, Miller a dit qu'il fallait « rassembler toutes les Écritures sur le sujet que vous souhaitez connaître; puis laissez chaque mot avoir sa propre influence, et si vous pouvez former votre théorie sans contradiction, vous ne pouvez pas vous tromper ». Il soutenait que la Bible devait être son propre interprète. En comparant les Écritures avec les Écritures, une personne pourrait découvrir le sens de la Bible. De cette façon, la Bible a acquis l'autorité d'une personne, alors que si une croyance d'autres individus ou leurs écrits servaient de base à l'autorité, alors cette autorité externe serait devenue centrale plutôt que l'enseignement de la Bible elle-même. Les directives de Miller concernant l'interprétation des prophéties bibliques étaient fondées sur les mêmes concepts énoncés dans ses règles générales. La Bible, en ce qui concerne Miller et ses disciples, était l'autorité suprême dans toutes les questions de foi et de doctrine.

### Second avènement de Christ
Le mouvement millérite était principalement concerné par le retour de Jésus, littéralement, visuellement, dans les nuées du ciel. La Révolution française avait été l'un des nombreux facteurs qui poussèrent de nombreux étudiants de la Bible du monde entier qui partageaient les préoccupations de Miller à se plonger dans les prophéties temporelles de Daniel en utilisant la méthodologie d'interprétation historiciste. Ils en ont conclu, à leur satisfaction, que la fin de la prophétie des 1 260 « jours » de Daniel 7:25 était en 1798 et qu'a commencé l'ère du « temps de la fin ». Ils ont ensuite considéré les 2 300 « jours » de Daniel 8:14.

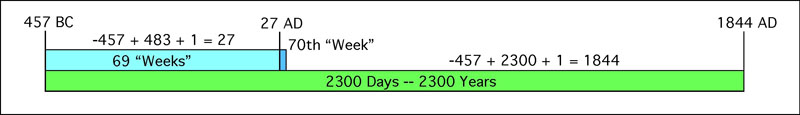
L'interprétation de Miller de la chronologie de la prophétie de 2300 jours et sa relation avec la prophétie de 70 semaines d'années.

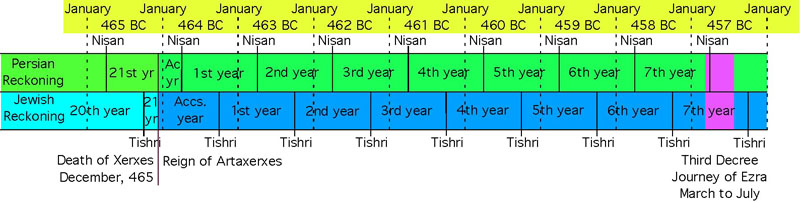
Début des 70 semaines d'années : Le décret d'Artaxerxès Ier de Perse dans la 7e année de son règne (457 av. J.-C.) tel qu'enregistré en Esdras marque le début des 70 semaines d'années. Les règnes des rois étaient comptés du Nouvel An au Nouvel An après une « année d'accession ». Le Nouvel An persan a commencé en Nisan (mars-avril). Le Nouvel An civil juif a commencé en Tishri (septembre-octobre).

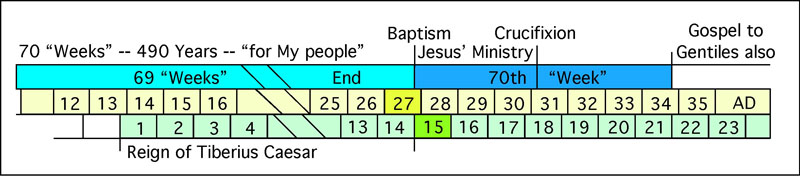
Fin des 70 semaines : Fin des 70 semaines d'années liées à l'histoire avec le baptême de Jésus en 27 apr. J.-C. et sa crucifixion en 31 apr. J.-C.

Il y eut trois choses que Miller détermina à propos de ce texte :
1. Que les 2 300 jours symboliques représentaient 2 300 années réelles en prenant comme preuve Ezéchiel 4:6 et Nombre 14:34.
2. Que le sanctuaire représente la terre ou l'église. Et,
3. en se référant à 2 Pierre 3:7, que les 2 300 ans se sont terminés avec l'embrasement de la terre lors du Second Avènement.

Miller a lié la vision des 2 300 jours à la prophétie des soixante-dix semaines dans Daniel 9 où une date de début est donnée. Il a conclu que les 70 semaines (ou 70-7 ou 490 jours-années) étaient les 490 premières années des 2 300 ans. Les 490 ans devaient commencer avec l'ordre de reconstruire et de restaurer Jérusalem. La Bible rapporte quatre décrets concernant Jérusalem après la captivité babylonienne :
1. 536 avant J.-C. : Décret de Cyrus de reconstruire le temple[7].
2. 519 avant J.-C. : Décret de Darius Ier pour terminer le temple[8].
3. 457 avant J.-C. : Décret d'Artaxerxès Ier de Perse[9].
4. 444 av. J.-C. : Décret d'Artaxerxès à Néhémie pour terminer la muraille à Jérusalem[10].

Le décret d'Artaxerxès a habilité Esdras à ordonner des lois, à mettre en place des magistrats et des juges ; c'est-à-dire à la restauration de l'État juif. Et il lui donna des fonds illimités pour reconstruire tout ce qu'il voulait à Jérusalem.
Miller a conclu que 457 av. J.-C. était le début de la prophétie des 2 300 jours-ans, ce qui signifiait qu'elle se terminerait vers 1843–1844 (-457 av. J.-C. + 2300 ans = 1843 apr. J.-C.). Et ainsi, aussi, le Second Avènement se produirait à peu près à cette époque.
Bien que le mot « nettoyé » (KJV) soit une mauvaise traduction du mot hébreu nitsdaq (justifier ou défendre), il a supposé que la « purification du sanctuaire » représentait la purification de la terre par le feu lors de la seconde venue du Christ. En utilisant un principe d'interprétation connu sous le nom de principe jour-année, Miller, avec d'autres, a interprété un « jour » prophétique pour le lire non pas comme une période de 24 heures, mais plutôt comme une année. Miller est devenu convaincu que la période de 2 300 jours avait commencé en 457 av. J.-C. avec le décret de reconstruire Jérusalem par Artaxerxès Ier de Perse. Son interprétation a conduit Miller à croire  —  et à prédire, malgré les pressions de ses partisans  —  que le Christ reviendrait « vers 1843 ». Miller a délimité la période de temps à un moment de l'année juive 5604, déclarant : « Mes principes en bref, sont que Jésus-Christ reviendra sur cette terre, la purifiera, la purifiera et en prendra possession, avec tous les saints, à un moment donné entre le 21 mars 1843 et le 21 mars 1844 ». Le 21 mars 1844 s'est déroulé sans incident particulier, mais la majorité des millérites maintinrent leur foi[réf. nécessaire].
Après de plus amples discussions et études, Miller adopta rapidement une nouvelle date - le 18 avril 1844 - basée sur le calendrier juif karaïte (par opposition au calendrier rabbinique). Comme la date antérieure, le 18 avril se déroula sans le retour du Christ, et dans l'Advent Herald du 24 avril, Joshua Vaughan Himes écrivit que tout le « moment attendu et annoncé » était passé et il admit qu'ils s'étaient « trompés sur l'heure précise de la fin de la période prophétique ». Josiah Litch conjecta que les adventistes n'étaient probablement « que dans l'erreur par rapport à l'événement qui a marqué sa fin ». Miller publia une lettre "Au croyants de la Seconde Venue" ("To Second Advent Believers"), écrivant : « Je confesse mon erreur et reconnais ma déception; pourtant je crois toujours que le jour du Seigneur est proche, même à la porte. »
En août 1844, lors d'un rassemblement en campement (« camp meeting ») à Exeter, New Hampshire, Samuel S. Snow présenta une nouvelle interprétation, connue sous le nom de « message du septième mois » ou « vrai cri de minuit ». Dans une discussion complexe basée sur la typologie scripturaire, Snow a présenté sa conclusion (toujours basée sur la prophétie des 2 300 jours de Daniel 8:14) selon laquelle le Christ reviendrait « le dixième jour du septième mois de l'année en cours, 1844 ». En utilisant le calendrier des Juifs karaïtes, il a déterminé que cette date était le 22 octobre 1844. Ce « message du septième mois » « s'est répandu avec une rapidité sans précédent dans l'expérience des millérites » parmi la population générale[réf. nécessaire].

## 22 octobre 1844
Le 22 octobre se passa sans incident, entraînant des sentiments de déception parmi de nombreux millérites. Henry Emmons, un millérite, écrivit plus tard, « J'ai attendu tout le mardi [22 octobre] et le cher Jésus n'est pas venu ; — j'ai attendu toute la matinée du mercredi, et j'étais bien dans mon corps comme je l'avais toujours été, mais après 12 heures, j'ai commencé à m'évanouir, et avant la tombée de la nuit, j'avais besoin de quelqu'un pour m'aider à monter dans ma chambre, car ma force naturelle me quittait très vite, et je suis resté prostré pendant deux jours sans aucune douleur, malade de déception. »

## Répercussions

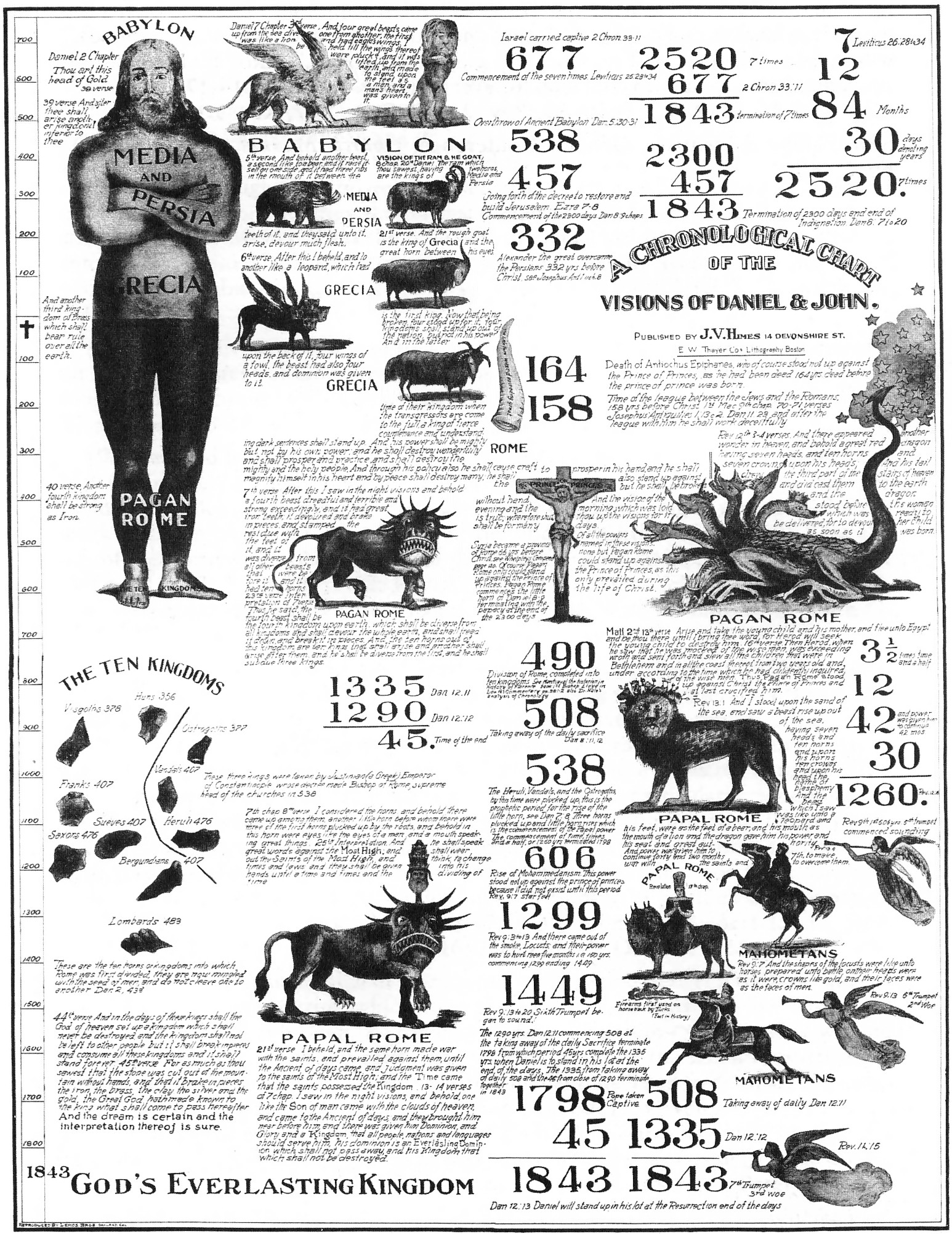
Un tableau prophétique de 1843 illustrant de multiples interprétations de la prophétie se rapportant à l'année 1843.

Les millérites ont dû faire face à leurs propres attentes brisées, ainsi qu'à des critiques considérables et même à la violence du public. De nombreux disciples avaient renoncé à leurs biens dans l'attente du retour du Christ. Le 18 novembre 1844, Miller écrivit à Himes à propos de ses expériences :
Certains demandent d'un air moqueur : « N'êtes-vous pas monté ? Même les petits enfants dans les rues crient continuellement aux passants : « Avez-vous un ticket pour monter ? Les impressions publiques, du genre le plus à la mode et populaire (...) caricaturent de la manière la plus honteuse les “robes blanches des saints”, Apocalypse 6:11, la “montée” et le grand jour de “l'embrasement”. Même les chaires sont profanées par la répétition de rapports scandaleux et faux concernant les « robes d'ascension », et les prêtres utilisent leurs pouvoirs et leurs plumes pour remplir le catalogue des moqueries dans les périodiques les plus scandaleux de l'époque.
Il y a eu aussi des cas de violence : une église millérite a été incendiée à Ithaca, New York, et deux ont été vandalisées à Dansville et Scottsville. À Loraine, dans l'Illinois, une foule a attaqué la congrégation millérite avec des gourdins et des couteaux, tandis qu'un groupe à Toronto a été goudronné et emplumé. Des coups de feu ont été tirés lors d'une autre réunion d'un groupe canadien dans une maison privée.
Les dirigeants et les partisans millérites ont été laissés généralement perplexes et désabusés. Les réponses variaient : certains continuaient à attendre quotidiennement le retour du Christ, tandis que d'autres prédisaient des dates différentes, dont avril, juillet et octobre 1845. Certains ont émis l'hypothèse que le monde était entré dans le septième millénaire — le « Grand Sabbat », et que par conséquent, les sauvés ne devraient pas travailler. D'autres se comportèrent comme des enfants, fondant leur croyance sur les paroles de Jésus dans Marc 10:15 : « En vérité, je vous le dis, quiconque ne reçoit pas le royaume de Dieu comme un enfant n'y entrera pas » Le millérite O. J. D. Pickands a utilisé Apocalypse 14:14-16 pour enseigner que le Christ était maintenant assis sur un nuage blanc et qu'il devait prier. Il a été spéculé[Par qui ?] que la majorité a simplement renoncé à ses croyances et tenté de reconstruire sa vie. Certains membres ont rejoint leurs dénominations précédentes. Un nombre substantiel a rejoint les Shakers.
Au milieu de l'année 1845, les lignes doctrinales parmi les divers groupes millérites ont commencé à se solidifier, et les groupes ont souligné leurs différences, dans un processus que George R. Knight appelle le « sect building » (« construction de secte »). À cette époque, il y avait trois principaux groupes millérites, en plus de ceux qui avaient simplement renoncé à leurs croyances.
La première grande division des groupes millérites qui ont conservé une croyance dans le second avènement du Christ était ceux qui se concentraient sur la croyance de la « porte fermée ». Popularisée par Joseph Turner, cette croyance était basée sur un passage millérite clé : Matthieu 25:1-13 – la parabole des dix vierges. La porte fermée mentionnée dans Matthieu 25:11-12 a été interprétée comme la fin du temps d'épreuve. Comme l'explique Knight, « Après la fermeture de la porte, il n'y aurait pas de salut supplémentaire. Les vierges sages (vrais croyants) seraient dans le royaume, tandis que les vierges folles et toutes les autres seraient à l'extérieur. »
L'acceptation généralisée de la croyance de la porte fermée a perdu du terrain alors que des doutes ont été soulevés quant à la signification de la date du 22 octobre 1844 - si rien ne se passait à cette date, alors il ne pouvait y avoir de porte fermée. L'opposition à ces croyances de la porte fermée a été menée par Himes et constitue le deuxième groupe après 1844. Cette faction a rapidement pris le dessus, convertissant même Miller à leur point de vue. Leur influence a été renforcée par la mise en scène de la Conférence d'Albany. L'Église Chrétienne Adventiste a ses racines dans ce groupe post-Grande Déception.
Le troisième grand groupe millérite après la déception a également affirmé, comme le groupe dirigé par Hale et Turner, que la date du 22 octobre était correcte. Plutôt que le Christ était revenu invisiblement, cependant, ils ont conclu que l'événement qui a eu lieu le 22 octobre 1844 était tout à fait différent. La théologie de ce troisième groupe semble avoir commencé dès le 23 octobre 1844, le lendemain de la Grande Déception. Ce jour-là, lors d'une séance de prière avec un groupe de croyants adventistes, Hiram Edson est devenu convaincu que « la lumière serait donnée » et leur « déception expliquée ».
L'expérience d'Edson l'a conduit à une étude approfondie sur le sujet avec O. R. L. Crosier et F. B. Hahn. Ils sont arrivés à la conclusion que l'hypothèse de Miller selon laquelle le sanctuaire représentait la terre était erronée. « Le sanctuaire à purifier dans Daniel 8:14 n'était pas la terre ou l'église, mais le sanctuaire dans les cieux. » Par conséquent, la date du 22 octobre n'a pas marqué la seconde venue du Christ, mais plutôt un événement céleste. De ce troisième groupe est née l'Église adventiste du septième jour, et cette interprétation de la grande déception forme la base de la doctrine adventiste du septième jour du jugement d'investigation divin pré-avènement. Leurs interprétations furent publiées au début de 1845 dans le Day Dawn.

## Connexion à la foi bahá'íe
Les membres de la foi bahá'íe croient que l'interprétation de Miller des signes et des dates de la venue de Jésus était, pour la plupart, correcte. Ils croient que l'accomplissement des prophéties bibliques de la venue du Christ est venu par un précurseur de leur propre religion, le Báb, qui a déclaré qu'il était le "Promis" le 23 mai 1844, et a commencé à enseigner ouvertement en Perse en octobre 1844,. Plusieurs livres et brochures bahá'ís mentionnent les millérites, les prophéties utilisées par Miller et la grande déception, notamment Le voleur dans la nuit du disciple bahá'í William Sears,,.
Il a été noté que l'année 1844 av. J. C. était également l'année de l'Hégire 1260. Sears a lié les prophéties de Daniel avec le livre de l'Apocalypse dans le Nouveau Testament à l'appui de l'enseignement bahá'í, interprétant l'année 1260 comme les « temps, le temps et la moitié d'un temps » de Daniel 7:25 (3 ans et 1/2 = 42 mois = 1 260 jours). En utilisant le même principe jour-année que William Miller, Sears a décodé ces textes dans l'année de l'Hégire 1260, ou 1844.
Les bahá'ís pensent que si William Miller avait su que l'année 1844 était aussi l'année 1260 AH (année de l'Hégire), alors il aurait peut-être considéré qu'il y avait d'autres signes à rechercher. L'interprétation bahá'íe des chapitres 11 et 12 du livre de l'Apocalypse, ainsi que les prédictions de Daniel, ont été expliquées par 'Abdu'l-Bahá, le fils du fondateur de la foi bahá'íe, à Laura Clifford Barney et publiées en 1908 dans les chapitres 10, 11 et 13 de " Quelques réponses aux questions " . L'explication fournie au chapitre 10 s'appuie sur les mêmes versets bibliques que William Miller a utilisés et arrive à la même conclusion concernant l'année au cours de laquelle s'attendre à la « purification du sanctuaire » qui a été interprétée par 'Abdu'l-Baha comme étant 'l'aube' d'une nouvelle 'Révélation' - AD 1844.

## Autres points de vue
La grande déception est considérée par certains chercheurs comme un exemple du phénomène psychologique de la dissonance cognitive. La théorie a été proposée par Leon Festinger pour décrire la formation de nouvelles croyances et l'augmentation du prosélytisme afin de réduire la tension, ou la dissonance, qui résulte de l'échec des prophéties. Selon la théorie, les croyants ont connu des tensions à la suite de l'échec de la réapparition de Jésus en 1844, ce qui a conduit à une variété de nouvelles explications. Les différentes solutions font partie des enseignements des différents groupes qui ont survécu à la déception.

## Dans la culture populaire
Le groupe de punk hardcore AFI a écrit une chanson sur l'événement, également intitulée The Great Disappointment. Il apparaît sur l'album Sing the Sorrow.